# Litauische Enzyklopädien

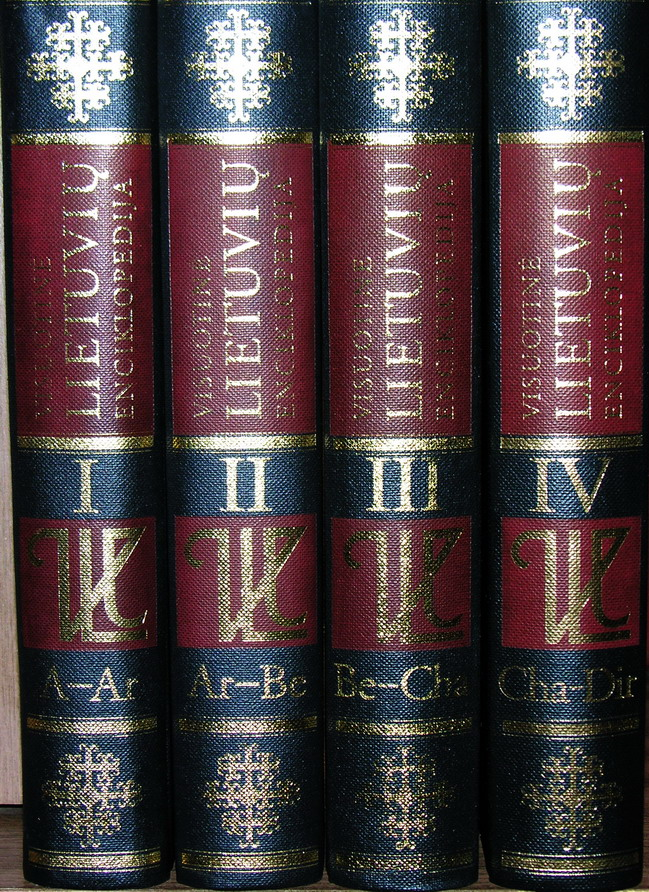
Visuotinė lietuvių enciklopedija

Litauische Enzyklopädien sind Enzyklopädien, die in litauischer Sprache veröffentlicht werden oder Enzyklopädien, die Litauen oder Themen mit Bezug zu Litauen beschreiben. Es erschienen bis heute verschiedene wichtigere litauische Universalenzyklopädien, eine wegen des Krieges unabgeschlossene aus den 1930er-Jahren im unabhängigen Litauen, zwei in den Vereinigten Staaten, drei in der Litauischen SSR, eine weitere wird derzeit erarbeitet.   Der erste bekannte Versuch einer litauischen Enzyklopädie datiert von 1883, als die Zaristischen Behörden Jonas Jacevičius die Erlaubnis zu einer derartigen Veröffentlichung verweigerten.

## Wichtigere Enzyklopädien

### Unabhängiges Litauen (1918–1944)
Der Weg zur ersten Litauischen Enzyklopädie, Lietuviškoji enciklopedija, war lang und schwierig. 1910 begann Antanas Olšauskas, ein litauischer Emigrant in Chicago, damit, ein Herausgeberteam zusammenzustellen, aber finanzielle Schwierigkeiten und Unstimmigkeiten zwischen den Herausgebern führten 1912 zum Scheitern des Projekts. Bald nach der Unabhängigkeitserklärung von 1918   wurden 1924 zwei neue Vorstöße unternommen. Zum einen wollte das Verlagshaus Švyturys (deutsch: Leuchtturm) eine Allgemeinenzyklopädie veröffentlichen, zum anderen plante das Verlagshaus Kultūra in Šiauliai eine Enzyklopädie über Litauen und auf Litauen bezogene Themen. Beide Initiativen scheiterten an der Finanzierung. 1929 nahmen Spaudos Fondas (deutsch: Pressefonds) und Lietuvių Katalikų Mokslo Akademija (deutsch: Litauische Katholische Akademie der Wissenschaften) unabhängig voneinander die Veröffentlichung der ersten Enzyklopädie in Angriff. Erst 1931 entschlossen sie sich, zusammenzuspannen und veröffentlichten am 1. Oktober 1931 die erste Lieferung der Lietuviškoji enciklopedija. Vaclovas Biržiška wurde zum leitenden Herausgeber berufen. Nach einem holprigen Beginn erschien jeden Monat eine Lieferung, die Publikationsweise glich der einer periodisch erscheinenden wissenschaftlichen Zeitschrift. Zwölf einzelne Lieferungen bildeten einen Band der Enzyklopädie. Der erste Band mit etwa 5000 Artikeln und 700 Illustrationen wurde 1933 vollendet. Neun weitere Bände folgten und der zehnte (bis zum Buchstaben J) war auf dem Weg, als 1944 die sowjetische Besetzung Litauens den Druck zum Erliegen brachte. Diese Enzyklopädie wurde niemals fertiggestellt.

### Litauer im Ausland

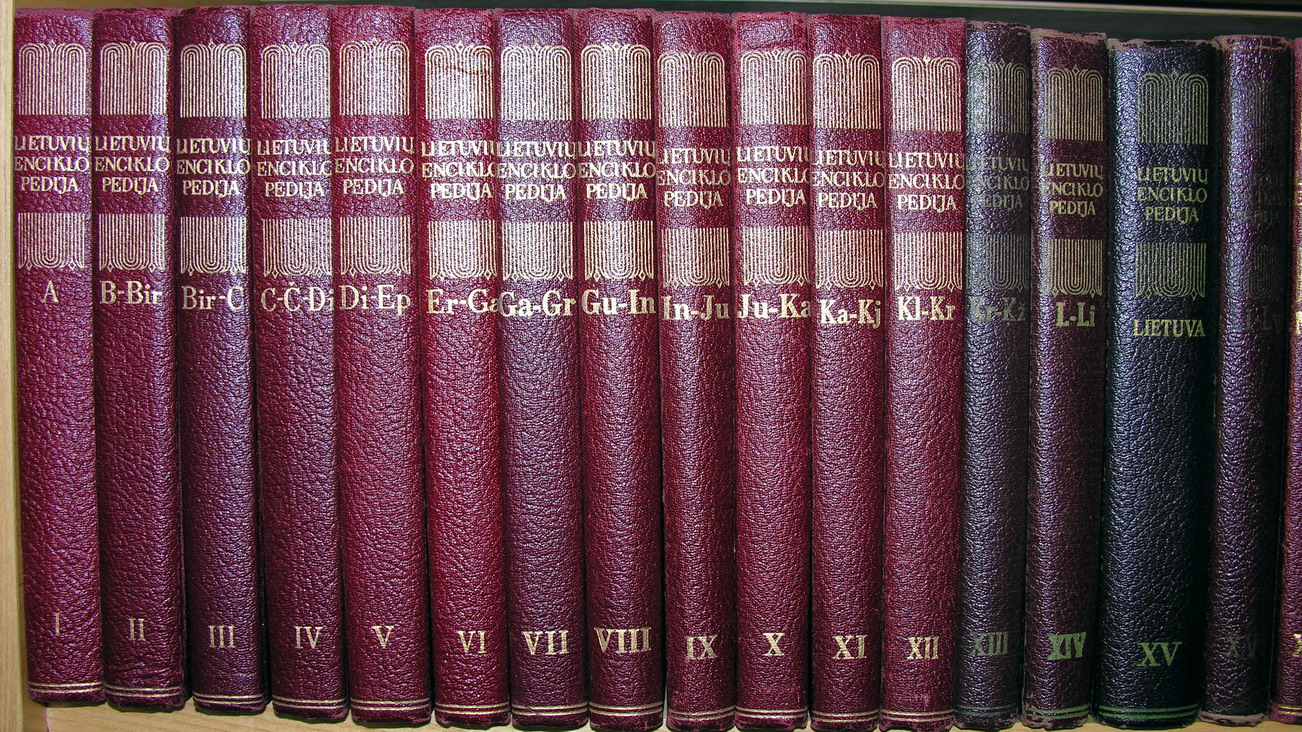
Lietuvių enciklopedija

Die Idee einer litauischen Enzyklopädie wurde nach dem Krieg in den Vereinigten Staaten wiederbelebt. Juozas Kapočius organisierte in Boston, Massachusetts, ein Herausgeberteam und Vaclovas Biržiška wurde dessen Leiter. 1953 bis 1966 veröffentlichten sie 35 Bände der Lietuvių enciklopedija (oft nach ihrem Erscheinungsort Boston Encyclopedia genannt) in litauischer Sprache. Zwei Bände mit Ergänzungen und Nachträgen folgten 1969 und 1985. Es wird oft angenommen, dass sie die Arbeit der abgebrochenen ersten Enzyklopädie fortsetzten. Das Unternehmen war besonders schwierig, da die meisten Quellen in Litauen verblieben waren und sich nun hinter dem Eisernen Vorhang befanden. Die Enzyklopädie bleibt jedoch bis heute die größte der litauischen Enzyklopädien. 1970 bis 1978 veröffentlichte dieselbe Personengruppe die sechsbändige englischsprachige  Encyclopedia Lituanica über Litauen und darauf bezogene Themen. Diese wiederum ist bis heute das umfassendste Werk über Litauen auf Englisch.

### Litauische SSR (1945–1990)

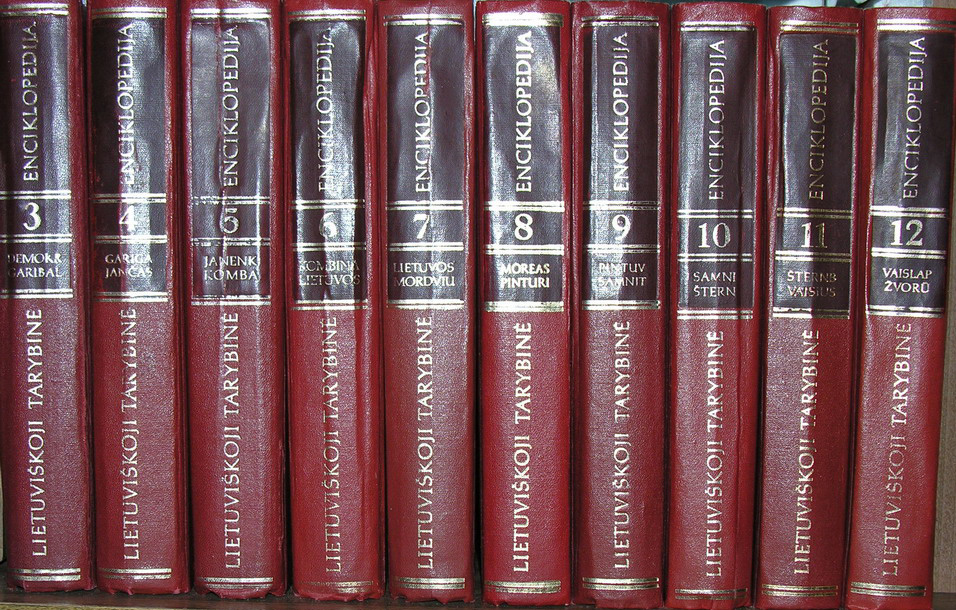
„Die Rote“ – Lietuviškoji tarybinė enciklopedija

Im sowjetischen Litauen wurde erst 1966 bis 1971, also erst nach der Boston Encyclopedia die dreibändige Mažoji lietuviškoji tarybinė enciklopedija (deutsch: Kurze Litauisch-Sowjetische Enzyklopädie) herausgegeben, die ausschließlich Litauen-bezogene Themen behandelte. 1976 bis 1985 erschien die zwölfbändige (plus ein Nachtragsband) Lietuviškoji tarybinė enciklopedija (oder LTE). Sie wird wegen ihrer Einbandfarbe und politischen Ausrichtung oft die Rote genannt. Sie ist für allgemein wissenschaftliche Zwecke immer noch wertvoll, während die Darstellung sozialwissenschaftlicher Themen der sowjetischen Propaganda unterworfen wurde. Während dem Marxismus-Leninismus und der Kommunistischen Partei viel Aufmerksamkeit geschenkt wurde, wurden „unbequemere“ Aspekte der Litauischen Geschichte ausgeblendet. 1985 bis 1988 wurde die vierbändige Tarybų Lietuvos enciklopedija (oder TLE), die sich nur mit auf Litauen bezogenen Themen beschäftigte, veröffentlicht. Sie folgte dem Vorbild der LTE zunächst sehr nahe. Der letzte Band hingegen zeigte bereits eine größere Offenheit im Umgang mit historischen Fakten, die infolge einer weniger strengen Zensur unter dem Einfluss von Glasnost und der Sąjūdis-Bewegung möglich wurde.

### Unabhängiges Litauen (seit 1990)
Seit 2001 veröffentlicht Mokslo ir enciklopedijų leidybos institutas (deutsch: Wissenschafts- und Enzyklopädie-Verlags-Institut – der direkte Nachfolger des Verlags Mosklas in der LTE erschienen war) die Visuotinė lietuvių enciklopedija (abgekürzt: VLE, deutsch: Allgemeine Litauische Enzyklopädie). Der Abschluss des Werkes ist für 2010 bis 2012 vorgesehen. Veranschlagt sind 115.000 Artikel und 24.000 Illustrationen in 20 Bänden zu je etwa 800, Seiten. 20–25 Prozent des Inhalts soll sich litauischen Themen widmen. Bis Sommer 2010 sind bereits 17 Bände erschienen.